# Sedisvakanca
Sedisvakanca, ali tudi z izvirnim latinskim izrazom »sede vacante« (kot ablativ (ločilnik) izraza sedes vacans – prost sedež), pomeni stanje nezasedenega vodstvenega položaja po cerkvenem pravu Rimskokatoliške cerkve.   

## Sedisvakanca papeža
Izraz se uporablja predvsem za nezaseden položaj papeža, ki ima tudi naslov  rimskega škofa, ter je vrhovni vodja rimskokatoliške cerkve,  uporablja se tudi za ostale škofe po svetu.
Sedisvakanca nastopi v primeru smrti papeža ali škofa, v primeru njegove odpovedi položaju zaradi upokojitve oziroma bolezni, ali v primeru kazenskega odvzema položaja (slednje ne obstaja za primer papeža), traja pa do trenutka imenovanja njegovega naslednika.
Najdaljša sedisvakanca, ko papeški sedež ni bil zaseden, se je začela 10. novembra 1241, ko je po samo 17 dneh papeževanja umrl Celestin IV. Trajala je do junija 1243, ko je bil za papeža izvoljen Inocenc IV.

## Sedisvakanca v škofiji
Sedisvakanca ne nastopi v primeru, če ima škofija škofa koadjutorja (pomožnega škofa s pravico nasledstva), ki ob prenehanju službe škofa ordinarija takoj prevzame njegovo mesto.
V času sedisvakance vodstvo škofije prevzame pomožni škof, če le-ta obstaja, sicer pa generalni vikar, dokler zbor škofijskih svetovalcev ne izvoli apostolskega administratorja (začasnega upravitelja škofije). Ta je običajno eden izmed duhovnikov iz zbora škofijskih svetovalcev. Od 18. septembra 2018 do 5. marca 2021 je trajala sedisvakanca v Škofiji Celje, ki jo je upravljal apostolski administrator.